# Championnat du Guatemala de football 1981
Navigation
Saison précédente Saison suivante
La Liga Nacional 1981 est la trentième édition de la première division guatémaltèque.
Lors de ce tournoi, le Xelaju MC a tenté de conserver son titre de champion du Guatemala face aux onze meilleurs clubs guatémaltèques.
Chacun des douze clubs participant était confronté deux fois aux onze autres équipes. Puis les huit meilleurs et les quatre derniers se sont affrontés deux fois et quatre fois de plus lors de la seconde phase du championnat.
Seulement deux places étaient qualificatives pour la Coupe des champions de la CONCACAF et deux pour la Coupe de la Fraternité.

## Les 12 clubs participants
| \| Guatemala: Aurora FC CSD Comunicaciones CSD Municipal Tipografía Nacional Antigua GFC Guatemala Cobán Imperial Guatemala Finanzas Industriales CSD Galcasa Guatemala /0 Juventud Retalteca Dep. Suchitepéquez Guatemala Xelaju MC \| Localisation des clubs engagés dans le championnat. |
| Guatemala: Aurora FC CSD Comunicaciones CSD Municipal Tipografía Nacional Antigua GFC Guatemala Cobán Imperial Guatemala Finanzas Industriales CSD Galcasa Guatemala /0 Juventud Retalteca Dep. Suchitepéquez Guatemala Xelaju MC                                                           |

Ce tableau présente les douze équipes qualifiées pour disputer le championnat 1981. On y trouve le nom des clubs, le nom des stades dans lesquels ils évoluent ainsi que la capacité et la localisation de ces derniers.
| Club                    | Stade                            | Capacité          | Ville             |
| Antigua GFC             | Stade Pensativo                  | 10 000            | Antigua Guatemala |
| Aurora FC               | Stade de l'Ejército              | 13 300            | Guatemala City    |
| Cobán Imperial          | Stade Verapaz                    | 15 000            | Cobán             |
| CSD Comunicaciones      | Stade Mateo Flores               | 30 000            | Guatemala City    |
| Finanzas Industriales   | Stade Municipal Amatitlan        | 12 000            | Amatitlán         |
| CSD Galcasa             | Stade inconnu                    | Capacité inconnue | Villa Nueva       |
| CSD Municipal           | Stade Mateo Flores               | 30 000            | Guatemala City    |
| CSD Pensamiento         | Stade inconnu                    | Capacité inconnue | Ville inconnue    |
| Juventud Retalteca      | Stade Óscar Monterroso Izaguirre | 8 000             | Retalhuleu        |
| Deportivo Suchitepéquez | Stade Carlos Salazar Hijo        | 12 000            | Mazatenango       |
| Tipografía Nacional     | Stade La Pedrera                 | Capacité inconnue | Guatemala City    |
| Xelaju MC               | Stade Mario Camposeco            | 11 000            | Quetzaltenango    |

## Compétition
La compétition se déroule en trois phases:
- Le phase régulière : vingt-deux journées de championnat.
- La seconde phase : quatorze et six journées de championnat entre les huit meilleures et les quatre moins bonnes équipes de la phase régulière.
- La finale : si le leader de la phase régulière et de la seconde phase sont différents, les équipes s'affrontent pour désigner le champion de la saison.

### Phase régulière
Lors de la phase régulière les douze équipes affrontent à deux reprises les onze autres équipes selon un calendrier tiré aléatoirement.
Les huit meilleures équipes sont qualifiées pour le groupe des champions et les quatre moins bonnes pour le groupe de relégation.
Le premier est également qualifié pour la finale du championnat en fin de saison.
Le classement est établi sur l'ancien barème de points (victoire à 2 points, match nul à 1, défaite à 0).
Le départage final se fait selon les critères suivants :
- Le nombre de points.
- La différence de buts générale.
- Le nombre de buts marqué.

#### Classement
| Rang | Équipe                  | Pts | J  | G  | N | P  | Bp | Bc | Diff |
| ---- | ----------------------- | --- | -- | -- | - | -- | -- | -- | ---- |
| 1    | CSD Comunicaciones      | 33  | 22 | 14 | 5 | 3  | 51 | 18 | +33  |
| 2    | Cobán Imperial          | 28  | 22 | 11 | 6 | 5  | 36 | 23 | +13  |
| 3    | Xelaju MC T             | 27  | 22 | 10 | 7 | 5  | 36 | 24 | +12  |
| 4    | Aurora FC               | 26  | 22 | 10 | 6 | 6  | 28 | 25 | +3   |
| 5    | Finanzas Industriales   | 25  | 22 | 9  | 7 | 6  | 25 | 23 | +2   |
| 6    | CSD Galcasa             | 23  | 22 | 8  | 7 | 7  | 31 | 30 | +1   |
| 7    | Deportivo Suchitepéquez | 23  | 22 | 9  | 5 | 8  | 25 | 23 | +2   |
| 8    | CSD Pensamiento P       | 19  | 22 | 6  | 7 | 9  | 25 | 33 | -8   |
| 9    | Juventud Retalteca      | 18  | 22 | 6  | 6 | 10 | 22 | 27 | -5   |
| 10   | Antigua GFC             | 16  | 22 | 5  | 6 | 11 | 23 | 30 | -7   |
| 11   | CSD Municipal           | 15  | 22 | 4  | 7 | 11 | 15 | 30 | -15  |
| 12   | Tipografía Nacional     | 11  | 22 | 2  | 7 | 13 | 18 | 49 | -31  |

| Légende : Qualifications et relégations | Légende : Qualifications et relégations     |
| --------------------------------------- | ------------------------------------------- |
|                                         | Qualifié pour le groupe des champions       |
|                                         | Qualifié pour le groupe de relégation       |
|                                         | T Tenant du titre P Promu de la saison 1980 |

### Seconde phase
Lors de la seconde phase les huit équipes du groupe des champions et les quatre équipes du groupe de relégation affrontent à deux reprises les autres équipes de leur groupe selon un calendrier tiré aléatoirement.
Le premier du groupe des champions est qualifié pour la finale du championnat.
Le dernier du groupe de relégation est relégué en Primera División de Guatemala.
Le classement est établi sur l'ancien barème de points (victoire à 2 points, match nul à 1, défaite à 0).
Le départage final se fait selon les critères suivants :
- Le nombre de points.
- La différence de buts générale.
- Le nombre de buts marqué.

#### Classement
| Rang | Équipe                  | Pts | J  | G | N | P | Bp | Bc | Diff |
| ---- | ----------------------- | --- | -- | - | - | - | -- | -- | ---- |
| 1    | CSD Comunicaciones      | 22  | 14 | 9 | 4 | 1 | 22 | 9  | +13  |
| 2    | Xelaju MC T             | 16  | 14 | 5 | 6 | 3 | 21 | 15 | +6   |
| 3    | Cobán Imperial          | 14  | 14 | 4 | 6 | 4 | 18 | 19 | -1   |
| 4    | CSD Pensamiento P       | 14  | 14 | 5 | 4 | 5 | 15 | 16 | -1   |
| 5    | Aurora FC               | 13  | 14 | 4 | 5 | 5 | 14 | 16 | -2   |
| 6    | Finanzas Industriales   | 12  | 14 | 3 | 6 | 5 | 17 | 19 | -2   |
| 7    | CSD Galcasa             | 12  | 14 | 4 | 4 | 6 | 20 | 25 | -5   |
| 8    | Deportivo Suchitepéquez | 9   | 14 | 2 | 5 | 7 | 12 | 20 | -8   |

| Rang | Équipe              | Pts | J | G | N | P | Bp | Bc | Diff |
| ---- | ------------------- | --- | - | - | - | - | -- | -- | ---- |
| 9    | Juventud Retalteca  | 10  | 6 | 5 | 0 | 1 | 13 | 5  | +8   |
| 10   | CSD Municipal       | 8   | 6 | 3 | 2 | 1 | 7  | 2  | +5   |
| 11   | Antigua GFC         | 6   | 6 | 2 | 2 | 2 | 7  | 4  | +3   |
| 12   | Tipografía Nacional | 0   | 6 | 0 | 0 | 6 | 3  | 19 | -16  |

| Légende : Qualifications et relégations | Légende : Qualifications et relégations                                                                           |
| --------------------------------------- | --- |
|                                         | Coupe des champions de la CONCACAF 1982 (1er Tour de qualification) Copa Fraternidad 1982 (en) (Quarts de finale) |
|                                         | Relégué en Primera División de Guatemala                                                                          |
|                                         | T Tenant du titre P Promu de la saison 1980                                                                       |

### Finale
Le CSD Comunicaciones ayant remporté les deux phases de la compétition, la finale n'a pas eu lieu et le club a été sacré champion du Guatemala.

## Bilan du tournoi
| Championnat du Guatemala de football 1981                |                     |
| Champion                                                 | CSD Comunicaciones  |
| Dauphin                                                  | Xelaju MC           |
| Qualifications continentales                             |                     |
| Coupe des champions 1982 (Premier tour de qualification) | CSD Comunicaciones  |
| Coupe des champions 1982 (Premier tour de qualification) | Xelaju MC           |
| Copa Fraternidad 1982 (en) (Quarts de finale)            | CSD Comunicaciones  |
| Copa Fraternidad 1982 (en) (Quarts de finale)            | Xelaju MC           |
| Promotions et relégations                                |                     |
| Promus en Liga Nacional de Guatemala                     | CD Jalapa           |
| Relégués en Primera División de Guatemala                | Tipografía Nacional |